# Bitwa pod Ko Chang
Bitwa pod Ko Chang (Koh Chang) − bitwa morska pomiędzy flotą francuską a tajlandzką podczas wojny francusko-tajlandzkiej o Indochiny, stoczona 17 stycznia 1941 roku na południe od  wyspy Ko Chang.

## Podłoże
Na skutek klęski Francji w wojnie z Niemcami w 1940 roku i ustanowienia rządu w Vichy, Tajlandia (do 1939 roku nosząca nazwę Syjam) postanowiła, korzystając z osłabienia Francji, zdobyć francuskie posiadłości kolonialne w Indochinach. Doprowadziło to do krótkotrwałej wojny francusko-tajlandzkiej. 
Działania wojenne prowadzone były głównie na lądzie, a flota tajlandzka była dość słaba. Jej trzonem były dwa okręty pancerne obrony wybrzeża „Dhonburi” i „Sri Ayuthia” (małe pancerniki obrony wybrzeża). Były to nowoczesne jednostki zbudowane w Japonii, o niewielkich rozmiarach (2265 ton) i małym zanurzeniu, lecz mimo to silnym uzbrojeniu składającym się z 4 dział kalibru 203 mm i przyzwoitym opancerzeniu. Ponadto, Tajlandczycy posiadali 9 nowych, lecz małych torpedowców zbudowanych we Włoszech i 3 zbudowane w Japonii, 2 stawiacze min, 2 małe okręty podwodne oraz 2 eskortowce - okręty szkolne „Tachin” i „Maeklong”. Bolączką tajlandzkiej floty było słabe wyszkolenie, zwłaszcza artylerzystów oraz braki w wyposażeniu i utrzymaniu okrętów.
Francuska eskadra w Indochinach składała się z krążownika lekkiego „La Motte-Picquet”, uzbrojonego w 8 dział 155 mm, dwóch awiz typu Bougainville: „Dumont d’Urville” i „Amiral Charner” (uzbrojonych w 3 działa 138 mm) oraz 2 mniejszych i starszych awiz „Marne” i „Tahure”, uzbrojonych odpowiednio w 4 działa 100 mm i 2 działa 138 mm. Bazą floty był Sajgon. Francuskie okręty były jednak w nie najlepszym stanie technicznym, co odbijało się na ich prędkości, a krążownik „La Motte-Picquet” był już przestarzały i praktycznie nieopancerzony.

## Bitwa

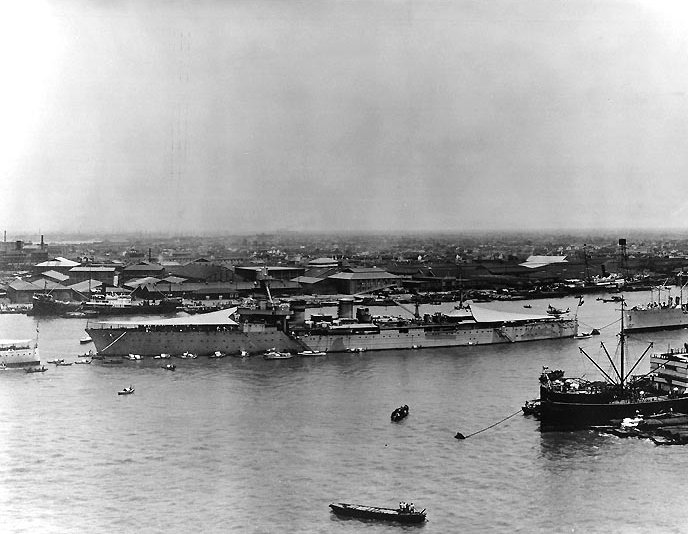
Francuski krążownik „Lamotte-Picquet” w Szanghaju w 1939 r.

16 stycznia 1941 francuski samolot rozpoznawczy wykrył część tajlandzkich okrętów na kotwicowisku wśród małych wysepek na południe od brzegu wyspy Ko Chang. Wieczorem francuski zespół wypłynął w morze w stronę Zatoki Syjamskiej. O świcie 17 stycznia zespół podpływał już od zachodu do Ko Chang, kryjąc się za wysepkami przybrzeżnymi, rozdzielając się na trzy zespoły, z tego awiza mające najmniejsze zanurzenie podpłynęły najbliżej brzegu. Trzy tajlandzkie torpedowce „Chonburi”, „Songkhla” i „Trat” tymczasem stały na kotwicach, ze zredukowanym ciśnieniem pary w kotłach. Główne siły tajlandzkie w składzie obu okrętów pancernych, stawiacza min „Nogsarai” i patrolowca „Thieo-Uthok” kotwiczyły dalej na wschód, pozostałe zaś okręty były w bazie Sattahib. Po godzinie 6, tajlandzkie torpedowce zostały zaalarmowane przez francuski wodnosamolot, zrzucający niecelnie bomby. Tajlandczycy zobaczyli wówczas francuskie okręty i otworzyli do nich ogień z dział 76 mm.
Po kilkunastu minutach od rozpoczęcia boju, „Dumont d’Urville” z odległości 5 km uzyskał kilka trafień na dwóch torpedowcach „Chonburi” i „Songkhla”, które zapaliły się i następnie stały się celem dla francuskich awiz, ostatecznie tonąc około godziny 6.50.
W tym czasie, okręt obrony wybrzeża „Dhonburi” płynął na zachód naokoło południowego cypla Ko Chang z zamiarem udzielenia pomocy torpedowcom, wdając się w wymianę ognia z francuskim krążownikiem. Salwy „Dhonburi” były jednak niecelne, natomiast sam otrzymał kilka trafień, które uszkodziły jego wieżę rufową. Po godzinie 7 do krążownika dołączyły także dwie kanonierki. Pomimo uszkodzeń, „Dhonburi” prowadził dalej ogień, szukając schronienia na płyciznach na północy. Ponieważ francuskie okręty nie mogły podążać za nim z uwagi na większe zanurzenie, około godziny 8 zakończyły starcie i skierowały się do bazy. W czasie starcia, francuskie okręty były także nieskutecznie bombardowane przez kilka tajlandzkich samolotów.
Palący się „Dhonburi” zatonął po południu tego dnia. Wpółzatopiony na płyciźnie okręt obrony wybrzeża został następnego dnia zlokalizowany w ujściu rzeki Chantabun przez francuski samolot. Wbrew wcześniejszym publikacjom, przypuszczającym, że mógł to być uszkodzony w nieustalonych okolicznościach drugi okręt pancerny „Sri Ayuthia”, nie brał on w rzeczywistości udziału w starciu. Według źródeł francuskich, zatopiony miał być w bitwie przez „Lamotte-Picquuet” także trzeci torpedowiec „Trat”, lecz nie został on w rzeczywistości utracony, a Tajlandczycy nie potwierdzili w ogóle jego udziału w starciu.

## Podsumowanie
Bitwa była niewątpliwie śmiałą i uwieńczoną powodzeniem akcją francuskiej floty, nie przewyższającej technicznie w znaczącym stopniu floty tajlandzkiej. Wynik spowodowany był w dużej mierze całkowitym zaskoczeniem Tajlandczyków oraz słabością ich łączności. „Dhonburi” był dobrze dowodzony i działał z dużą śmiałością, lecz kiepskie wyszkolenie artylerzystów skutkowało brakiem trafień, chociaż na „Lamotte-Picquet” spadły odłamki jego pocisków. Bitwa pod Ko Chang nie miała jednak większego znaczenia dla zakończenia wojny, które nastąpiło 31 stycznia pod presją Japonii na obie strony. 
„Dhonburi” został następnie podniesiony, jednakże na skutek strukturalnych uszkodzeń służył już jedynie jako stacjonarny okręt szkolny. „Sri Ayuthia” natomiast został zbombardowany i zatopiony 30 czerwca 1951 roku przez samoloty tajlandzkich sił rządowych podczas próby zamachu stanu („puczu Manhattan”), kiedy spiskowcy przetrzymywali na jego pokładzie premiera jako zakładnika.